# Åflohammar
Åflohammar ligger i byn Åflo i Offerdals socken, Krokoms kommun i Jämtland. Åflohammar har kommit att bli bekant för det järnbruk som fanns här på 1800-talet.
Bergsbruket har en lång historia i Offerdal. Alltifrån förkristen tid har man i Offerdal förädlat sjömalm och myrmalm till spik och andra järnföremål. Järnhanteringen fortsatte på en del håll ända in på slutet av 1900-talet.
Tillverkning av järn ur sjömalm bedrevs vid södra stranden av Hällsjön, under lång tid och började runt år 500. Offerdal var ett viktigt centrum för järnproduktionen i Jämtland och det har beräknats att ca 500 kg järn tillverkades i blästerugnarna i Offerdal varje år. Efter år 1000 tog sjömalmen antagligen slut och man började då tillverka järn av myrmalm, som finns i myrarna runt om i Offerdal. Runt Åflo fanns flera sådana myrar. I hela Offerdal har arkeologer upptäckt 24 myrmalmsplatser. Myrmalmen var viktig fram till i slutet på 1800-talet.
Åflohammars bruk grundades av bönderna Per Persson i Hof och Lars Persson i Landverk, Alsen. De fick idén till detta på 1830-talet under resor i södra och mellersta Sverige. Tillsammans med ingenjören Karl Ferdinand de Ron hittade de en lämplig plats på södra sidan om Nästån i Åflo, där det sedan tidigare fanns en vattensåg och några mindre kvarnar. År 1844 bildades Åflohammars bruks bolag. Det investerades 3000 riksdaler i att bygga bruket och 1200 riksdaler för att bygga en herrgårdsbyggnad och byggnader för smeder och bruksfolk. En damm byggdes. År 1847 invigdes herrgården. Malmen togs ur en gruva vid Örnstolsån norr om Rönnö by i norra Offerdal. Bruket förädlade även myrmalm från fjällmyrarna i norra Offerdal. Vid bruket tillverkades liar, spik och liknande.
År 1847 byggdes ett större järnbruk i Rönnö som gavs namnet Rönnöfors. Även där uppfördes herrgård, kontorsbyggnader och därefter även skola och brukskapell. En landsväg från Kaxås anlades. Till bruksbolaget hörde även Långforsens bruk vid Långan i Landön. Järnet seglades från Rönnöfors över Landösjön. I Långfors fanns en smedja och en spikhammare. Spik och de s.k. Janne-yxorna tillverkades vid Långfors bruk.
De tre Offerdalsbrukens produkter såldes främst i Jämtland och Tröndelag i Norge. Transporterna till Norge gick med häst över skogarna och Kallsjön mot Anjan och norska gränsen. På grund av alltför höga investeringskostnader gick bolaget snart i konkurs. De Ron fick lämna bolaget och delägarna landshövding Jacob Axel Dahlström och landssekreterare Anders Jakob Thomée m.fl. sålde bruksbolaget till Abraham Oldenburg från Stockholm. Även det nya bolaget gick snart i konkurs och år 1851 blev Thomée ny bruksdisponent. År 1869 upphörde verksamheten vid Åflohammars bruk. I oktober 1883 upphörde även verksamheten i Rönnöfors. I Åflohammar är bruket rivet, kvar finns endast herrgårdsbyggnaden, boningshuset för smederna med familjer, den forna ladugårdsbyggnaden samt ett stort förrådshärbre. I Rönnöfors revs delar av bruket år 1926 och endast hyttan och stenruiner finns kvar.
Åflohammars herrgård fungerade därefter som länsmannaboställe innan det år 1900 köptes av Offerdals kommun och byggdes om till ålderdomshem. År 1954 upphörde ålderdomshemmet och Åflohammar blev hotell. I dag finns en campingplats vid Åflohammar som drivs av Kaxås byalag. Åflohammar fungerar i dag som privat bostad.

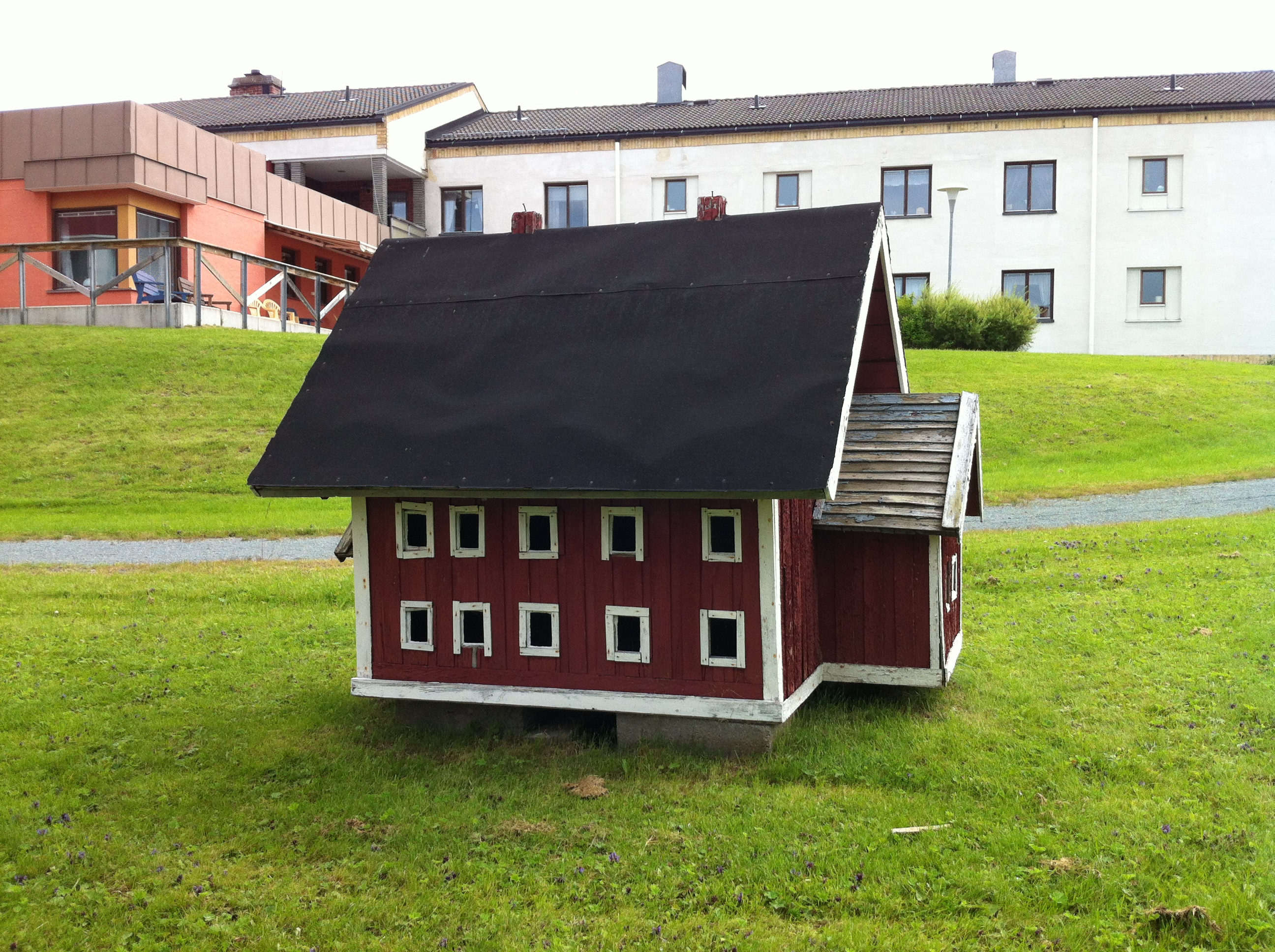
Modell av dåvarande ålderdomshemmet Åflohammar, placerad vid äldreboendet Hällebo i Ede, Krokoms kommun.